# 방라잔
《방라잔》(태국어: บางระจัน, 영어: Bang Rajan)은 태국에서 제작된 타니트 지트나쿤 감독, 각본의 2000년 영화이다. 자란 남디 등이 주연으로 출연하였다.

## 출연

### 주연
- 자란 남디
- 위나이 크라이부트

### 조연
- 봉코이 콩말라이
- 춤폰 테피탁

## 기타
- 공동제작: 논지 니미부트르
- 미술: Buinthin Thuaykaew
- 의상: Kijja Lapho
- 공동기획: 아디렉 왓타릴라